# Andrei Liviu Volosevici
Andrei Liviu Volosevici (ur. 26 marca 1976) – polityk rumuński, który od 2020 roku sprawuje funkcję burmistrza Ploeszti.
Z wykształcenia jest prawnikiem. W latach 2008–2012 po raz pierwszy piastował funkcję burmistrza Ploeszti, następnie w latach 2012–2016 był członkiem rumuńskiego Senatu.